# Ineni
Ineni, egipski architekt i wysoki urzędnik państwowy w czasach XVIII dynastii, zaangażowany w ważne projekty budowlane za panowania faraonów Amenhotepa I, Totmesa I, Totmesa II i koregencji Hatszepsut i Totmesa III. 

## Życiorys
Do najbardziej znanych projektów kierowanych przez Ineniego należą rozbudowa świątyni w Karnaku (gdzie zbudował m.in. alabastrową kaplicę dla świętej barki Amona) i budowa pierwszego grobowca w Dolinie Królów.
W czasie panowanie królowej Hatszepsut stracił na znaczeniu kosztem Senenmuta, jakkolwiek w dalszym ciągu był angażowany przez rodzinę królewską. Znalazło to odzwierciedlenie w inskrypcjach na stelach z jego grobowca. Prawdopodobnie ze względu na poważanie dla niego imię Hatszepsut nie zostało usunięte z jego grobowca podczas panowania Totmesa III.